# Гамерен, Тильман ван
Тильман ван Гамерен, также Тыльман Гамерский (нидерл. Tylman van Gameren, пол. Tylman z Gameren, Tylman Gamerski; 1632, Утрехт — 1706, Варшава) — голландский архитектор, работавший в Польше; один из крупнейших представителей стиля барокко на территории Речи Посполитой.
Предполагается, что в юности Тильман прошёл стажировку в мастерской Я. Кампена. В 18 лет уехал из Соединённых провинций совершенствовать своё мастерство в Италии. В Венеции занимался батальной живописью. В 1660 г. в Лейдене поступил на службу к польскому магнату Е. С. Любомирскому в качестве военного и гражданского инженера.
В первые годы жизни в Варшаве занимался главным образом проектированием фортификационных сооружений. В 1676 году с получением ордена Золотой Шпоры вошёл в состав шляхты и женился на Анне Коморовской. Формальное признание дворянского достоинства состоялось в 1685 году.
В последние три десятилетия XVII столетия Тильман Гамерский — наиболее востребованный у высшей аристократии проектировщик частных резиденций. К его услугам не раз прибегал сам король Михаил Корибут. Тильмановский стиль представляет собой оригинальную смесь итальянского и голландского барокко с восточноевропейскими особенностями. В Варшаве Гамерский возвёл дворцы Оссолинских, Теппера, Гнинских, Красиньских, Любомирских, Чапских и Паца — Радзивиллов. В других городах трудами для короля, церкви и магнатов спроектированы:
- Уяздовский замок;
- Неборовский дворец;
- костёлы в Варшаве, Кракове, Гданьске;
- дворец Паца-Радзивиллов,
- резиденции в Любартуве, Пулавах и Жешуве,
- дворец Браницких в Белостоке,
- дворец Чарторыйских в Люблине,
- надгробный памятник Софии Любомирской в Коньсковоле.

В библиотеке Варшавского университета хранится архив Тильмана — более 800 набросков зданий, укреплений, надгробий, эпитафий. Необычайная сохранность архитектурной графики позволила воссоздать после Второй мировой войны многие спроектированные им здания, причём в первоначальном виде, в соответствии с изначальными замыслами архитектора, т.е. освобождёнными от последующих привнесений.

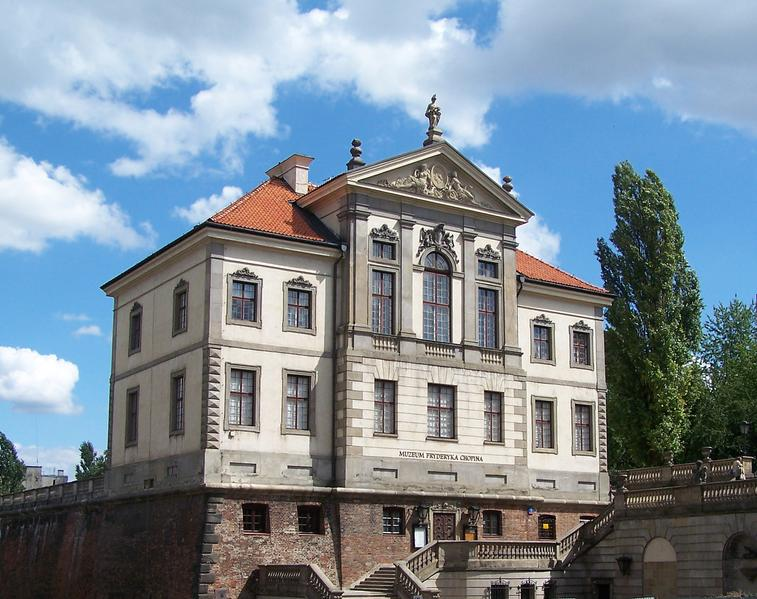
Дворец Острожских в Варшаве
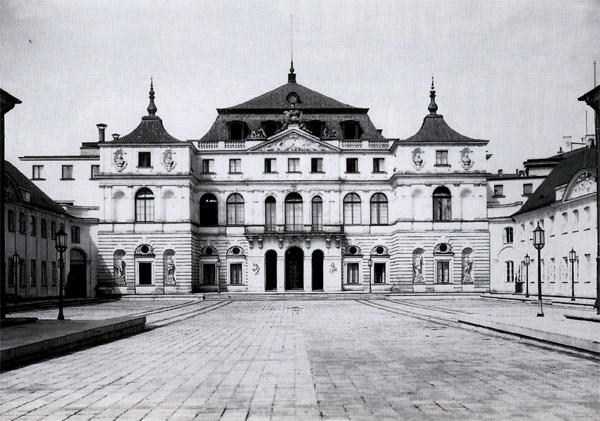
Дворец Брюля (Оссолинских)
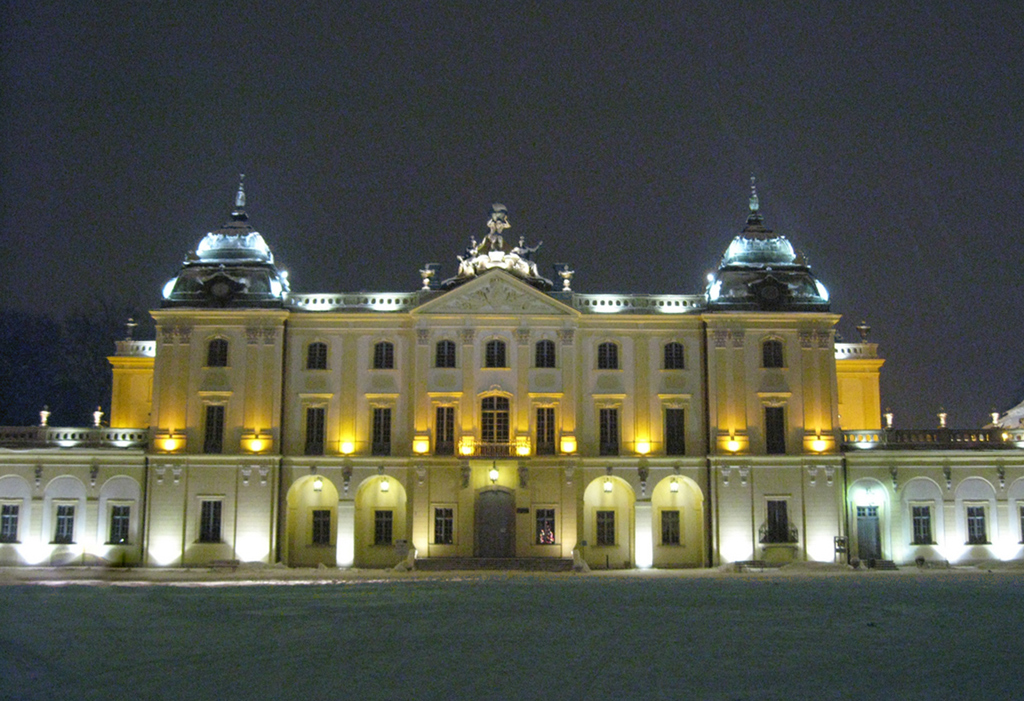
Дворец Браницких в Белостоке
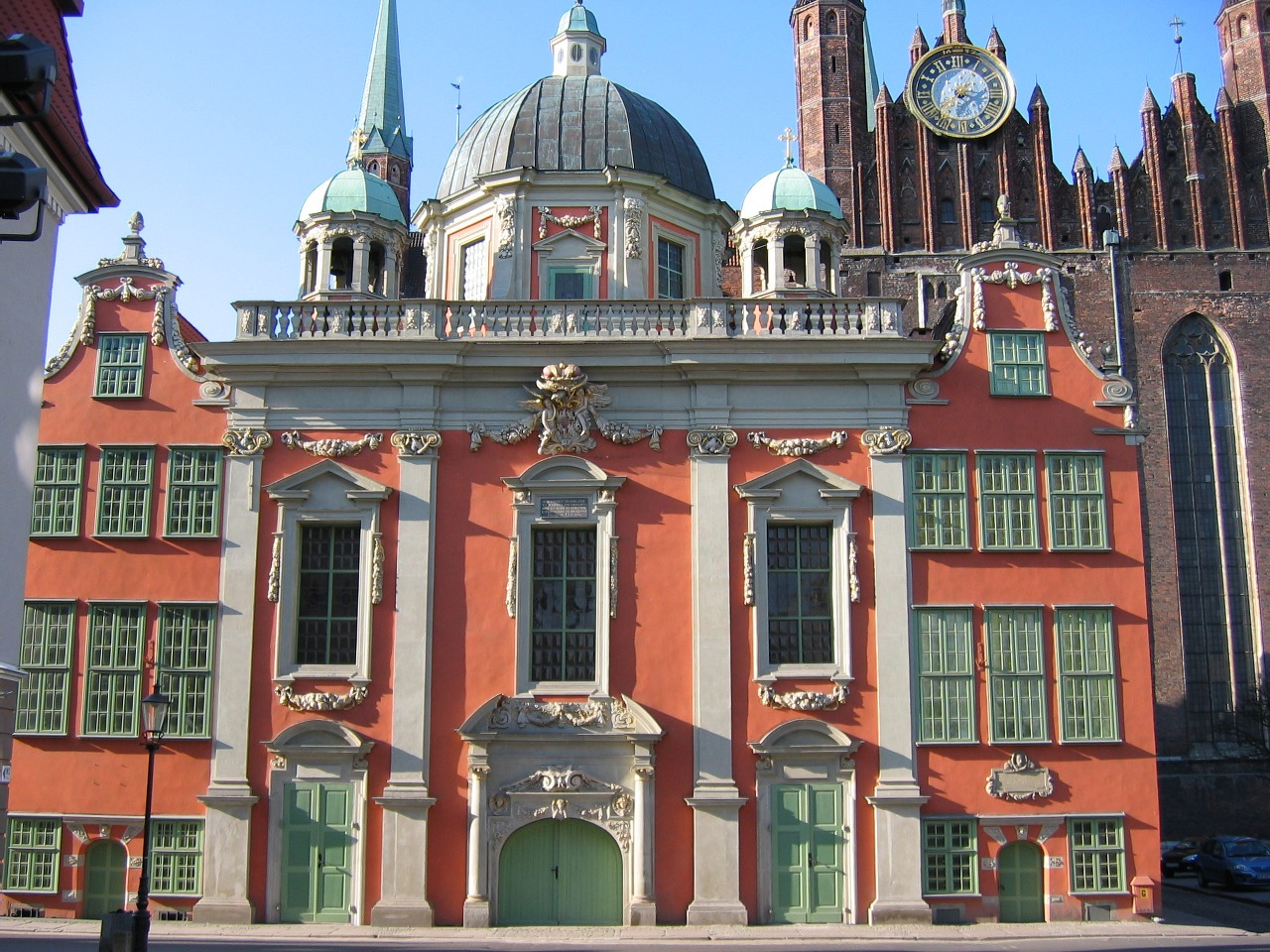
Капелла Яна Собеского в Гданьске
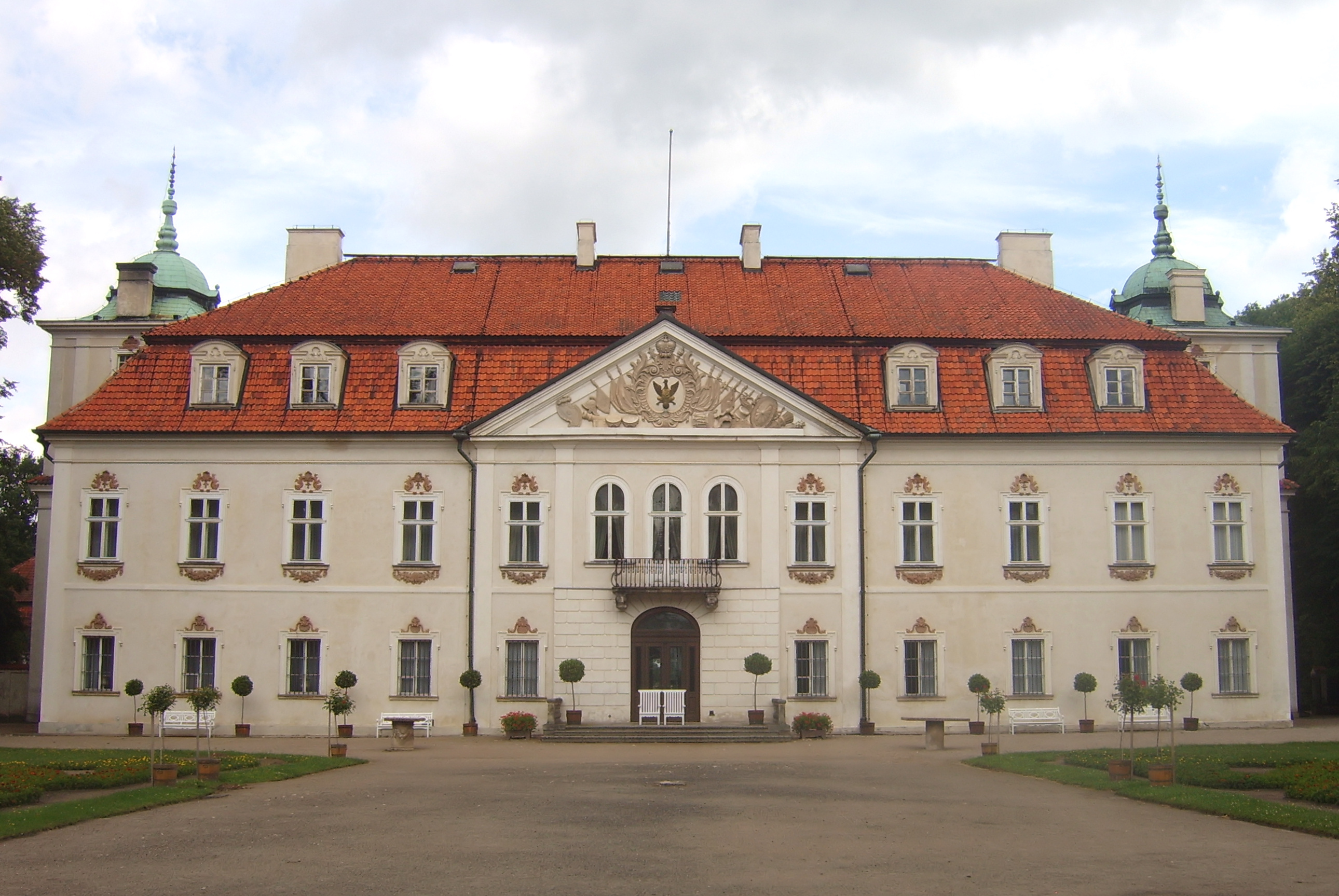
Неборувский дворец
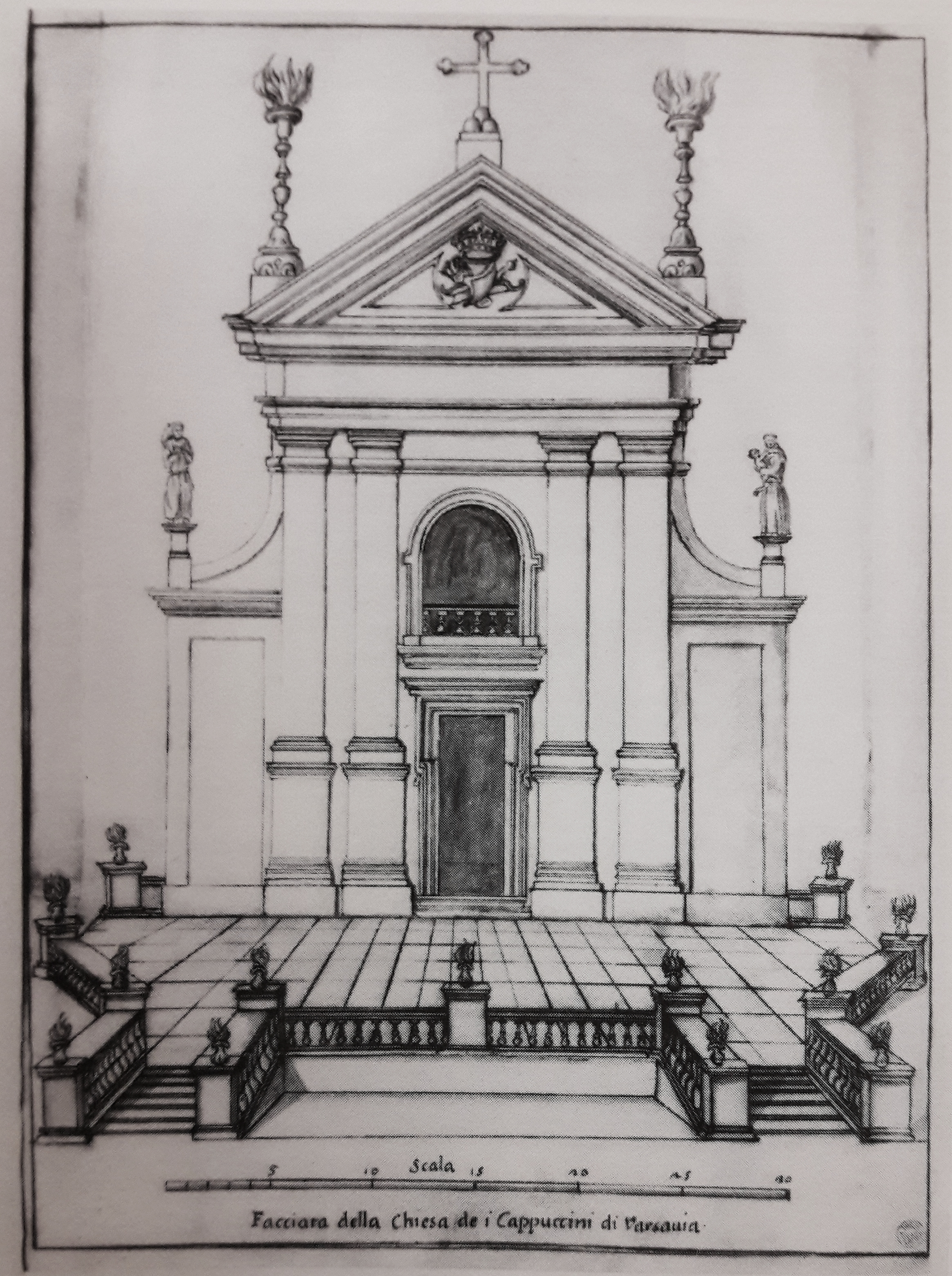
костёл в Варшаве
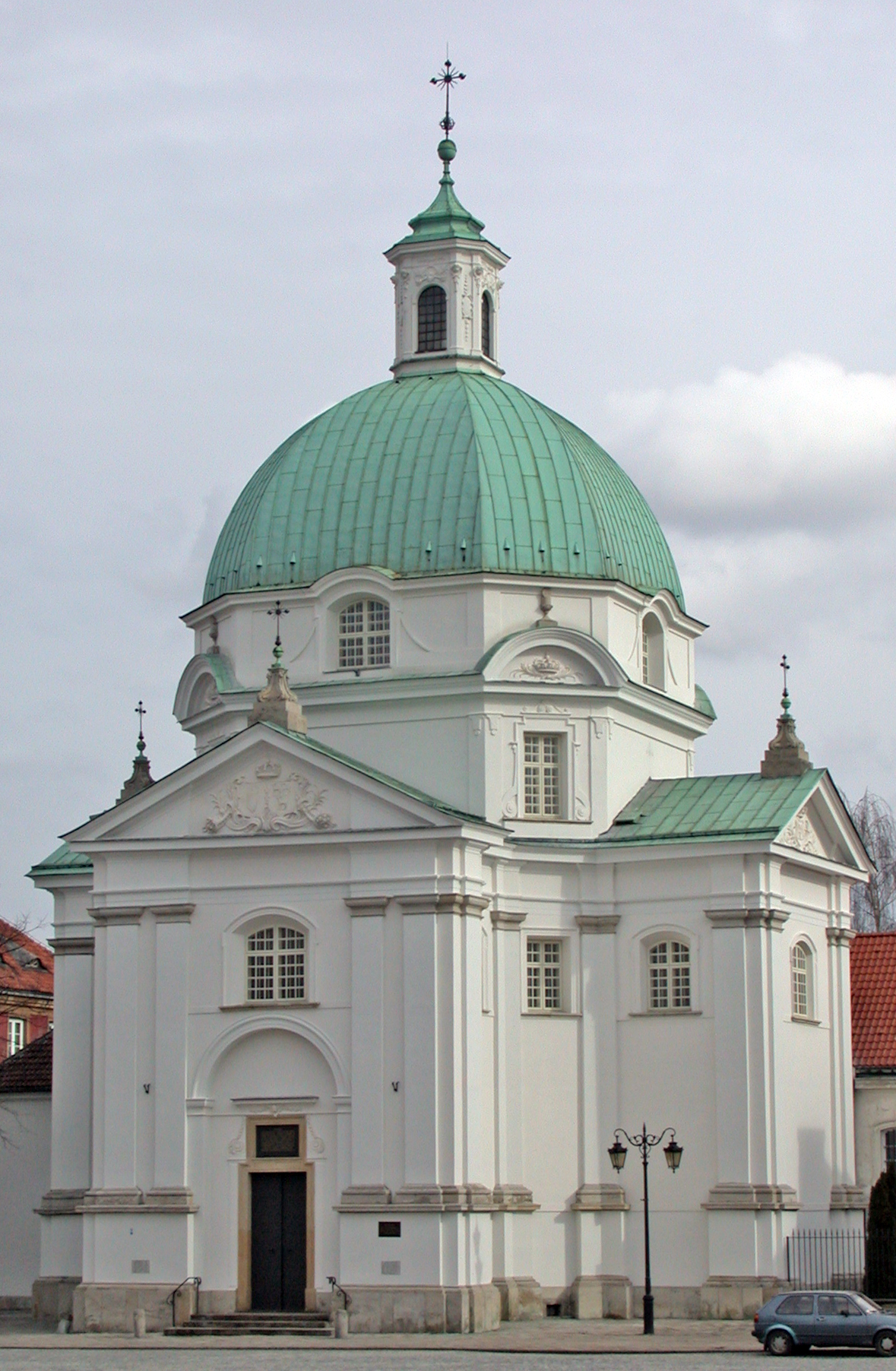
костёл в Варшаве